# Kedestes macomo
Kedestes macomo là một loài bướm ngày thuộc họ Hesperiidae. Nó được tìm thấy ở Nigeria tới tỉnh Transvaal, Đông Cape, KwaZulu-Natal, Mozambique và Zimbabwe. Nó cũng được tìm thấy ở Somalia.
Sải cánh dài 28–32 mm đối với con đực và 33-35 đối với con cái. Mỗi năm loài này có vài thế hệ, nhưng hiếm thấy vào mùa đông, đỉnh điểm là vào cuối hè và thu.
Ấu trùng ăn loài Imperata cylindrica.